# Aleksandr Sizonienko
Aleksandr Aleksiejewicz Sizonienko (ros. Александр Алексеевич Сизоненко; ur. 20 lipca 1959 we wsi Zaporoże, w obwodzie chersońskim, zm. 5 stycznia 2012 w Petersburgu) – radziecki koszykarz.

## Życiorys
Aleksandr we wczesnym dzieciństwie nie wyróżniał się wzrostem. Zaczął gwałtownie rosnąć w czasie nauki w szkole - w wieku 14 lat po raz pierwszy trafił na stół operacyjny.
Był prawdopodobnie najwyższym człowiekiem, który uprawiał wyczynowo koszykówkę. W latach 1976–1978 występował w zespole Spartaka Leningrad. Śmierć jednego z czołowych zawodników drużyny Aleksandra Biełowa spowodowała, że zespół zaczął pozbywać się zawodników, mających problemy zdrowotne, w tym Sizonienki. W 1979 przeniósł się do Stroitiela Kujbyszew, w którym występował przez siedem sezonów. Dwunastokrotnie występował w radzieckiej drużynie narodowej. Problemy zdrowotne spowodowały, że w 1986 zakończył karierę sportową.
W 1991 został uznany w księdze rekordów Guinnessa za najwyższego człowieka świata (2,39 m). Według różnych danych jego wzrost określano w granicach 237–242 cm.
W 1991 wystąpił w roli jednego z gigantów w filmie fantasy Sedem jednou ranou, w reżyserii Dušana Trančika.
W 1987 poślubił Suzanę, z którą miał syna Aleksandra (ur. 1994). Po rozwodzie mieszkał z matką w Petersburgu. Przez lata cierpiał na osteoporozę i problemy hormonalne.